# Vicente Linares
Vicente Linares (Barcelona, ? - ?) va ser un ciclista català de primers del segle xx. Es va donar a conèixer a la primera edició primer de la Volta a Catalunya on va acabar 4t i va encapçalar la categoria amateur. Va obtenir un premi de 140 pessetes. A l'any següent ja no li van anar tan bé, i va acabar 16è i 3r en la segona categoria.

## Palmarès
- 1911
  - 4t a la Volta a Catalunya
- 1918
  - 2n a la Copa Grupo Deportivo[3]